# Belbèze-en-Lomagne
Belbèze-en-Lomagne ( voor 6 december 2014 Belbèse ) is een gemeente in het Franse departement Tarn-et-Garonne (regio Occitanie) en telt 113 inwoners (2009). De plaats maakt deel uit van het arrondissement Castelsarrasin.

## Geografie
De oppervlakte van Belbèze-en-Lomagne bedraagt 3,6 km², de bevolkingsdichtheid is dus 31,4 inwoners per km².
De onderstaande kaart toont de ligging van Belbèze-en-Lomagne met de belangrijkste infrastructuur en aangrenzende gemeenten.

## Demografie
Onderstaande figuur toont het verloop van het inwonertal (bron: INSEE-tellingen).